# Juan Carlos Sánchez (militar)
Juan Carlos Sánchez (Villa Guillermina, 25 de septiembre de 1919-Rosario, 10 de abril de 1972) fue un militar argentino, asesinado en Rosario, en una acción reivindicada en conjunto por las organizaciones guerrilleras Ejército Revolucionario del Pueblo (ERP) y Fuerzas Armadas Revolucionarias (FAR). El periodista y exintegrante de Montoneros Juan Gasparini precisó que uno de los integrantes del comando de las FAR fue Juan Julio Roqué y el historiador Horacio Tarcus dice que Roqué tuvo bajo su responsabilidad esta única operación conjunta de esas dos organizaciones.

## Biografía
Juan Carlos Sánchez ingresó al Colegio Militar de la Nación el 2 de marzo de 1937; egresó como subteniente de infantería el 19 de diciembre de 1940. De la Escuela Superior de Guerra egresó como oficial de Estado Mayor, en diciembre de 1953.
En 1960 presidió un Consejo de Guerra Especial que, en virtud del represivo Plan CONINTES, persiguió a los presuntos autores del atentado a los depósitos de nafta de Córdoba; ocho personas fueron arrestadas, sustraídas por la fuerza de los Juzgados en que permanecían por orden del entonces coronel Sánchez, sometidas a la justicia militar y torturadas. El gobernador Arturo Zanichelli, acusado de complicidad con el atentado, fue depuesto por una intervención federal.
Se desempeñó más tarde como agregado militar a la Embajada Argentina en Italia en 1961 y 1962, donde fue condecorado con la Orden al Mérito en el grado de Caballero Oficial por el gobierno de esa República.
Estaba casado con Olga Lis del Valle Herrera y era padre de tres hijos.
En 1972 fue comandante del II Cuerpo de Ejército por ser experto en lucha antisubversiva.

## Asesinato
Juan Carlos Sánchez fue emboscado en el cruce de las calles Córdoba y Alvear en el centro de Rosario, recibió dos disparos de fusil FAL y PAM que la causaron la muerte instantánea. En el atentado murió también Elvira Cucco de Araya, que atendía un quiosco de diarios en la esquina. Se hicieron responsables del hecho mediante un comunicado las organizaciones guerrilleras ERP y FAR. El periodista y exintegrante de Montoneros Juan Gasparini y otras fuentes afirmaron que uno de los integrantes del comando de las FAR fue Juan Julio Roqué y el historiador Horacio Tarcus dice que Roqué tuvo bajo su responsabilidad esta única operación conjunta de esas dos organizaciones. En el n.° 12 de la revista Estrella Roja, el órgano del ERP, reivindicó el atentado conjunto con las FAR.
En 2009 un exintegrante del Servicio de Inteligencia afirmó que «por las investigaciones que hizo el deponente, concluyó que la muerte del general Sánchez ocurrió por una persona de apellido Arrue, del Ejército».
Tras el atentado, el gobierno de facto de la Revolución Argentina promovió a Sánchez al rango de teniente general.